# Дідлово
Дідлово (рос. Дидлово) — присілок у Кіриському районі Ленінградської області Російської Федерації.
Населення становить 2 особи. Належить до муніципального утворення Будогощенське міське поселення.

## Історія
Згідно із законом від 1 вересня 2004 року № 49-оз органом  місцевого самоврядування є Будогощенське міське поселення.

## Населення
| 1879 | 1885 | 1907 | 1928 | 1965 | 1997 | 2002 |
| ---- | ---- | ---- | ---- | ---- | ---- | ---- |
| 143  | ↘126 | ↗180 | ↘165 | ↘14  | ↘2   | ↗4   |
| 2007 | 2010 | 2017 |      |      |      |      |
| ↘0   | ↗3   | ↘2   |      |      |      |      |